# Frank Cappa
Frank Cappa ist eine Comicfigur des spanischen Zeichners Manfred Sommer aus den 1980er Jahren.

## Handlung
Frank Cappa ist Foto-Journalist und weltweit unterwegs, darunter in zahlreichen Krisen- und Kriegsgebieten. Er muss oftmals schwierige Situationen meistern und greift daher selbst beherzt in das Geschehen ein. Er setzt sich dabei oft für Gerechtigkeit ein.

## Veröffentlichung
Die Comics erschienen in Form von Kurzgeschichten zunächst im spanischen Magazin Cimoc von 1981 bis 1989, auch erschienen drei Alben mit den gesammelten Geschichten beim Verlag. In Deutschland erschienen ab 1981 drei Alben bei Feest sowie je zwei Alben bei Comicothek und Carlsen Verlag.